# Anthaxia tuerki
Anthaxia tuerki es una especie de escarabajo del género Anthaxia, familia Buprestidae. Fue descrita científicamente por Ganglbauer en 1886.

## Distribución
Habita en el Neártico, Neotrópico, región indomalaya, Paleártico y región afrotropical.